# Proteína A

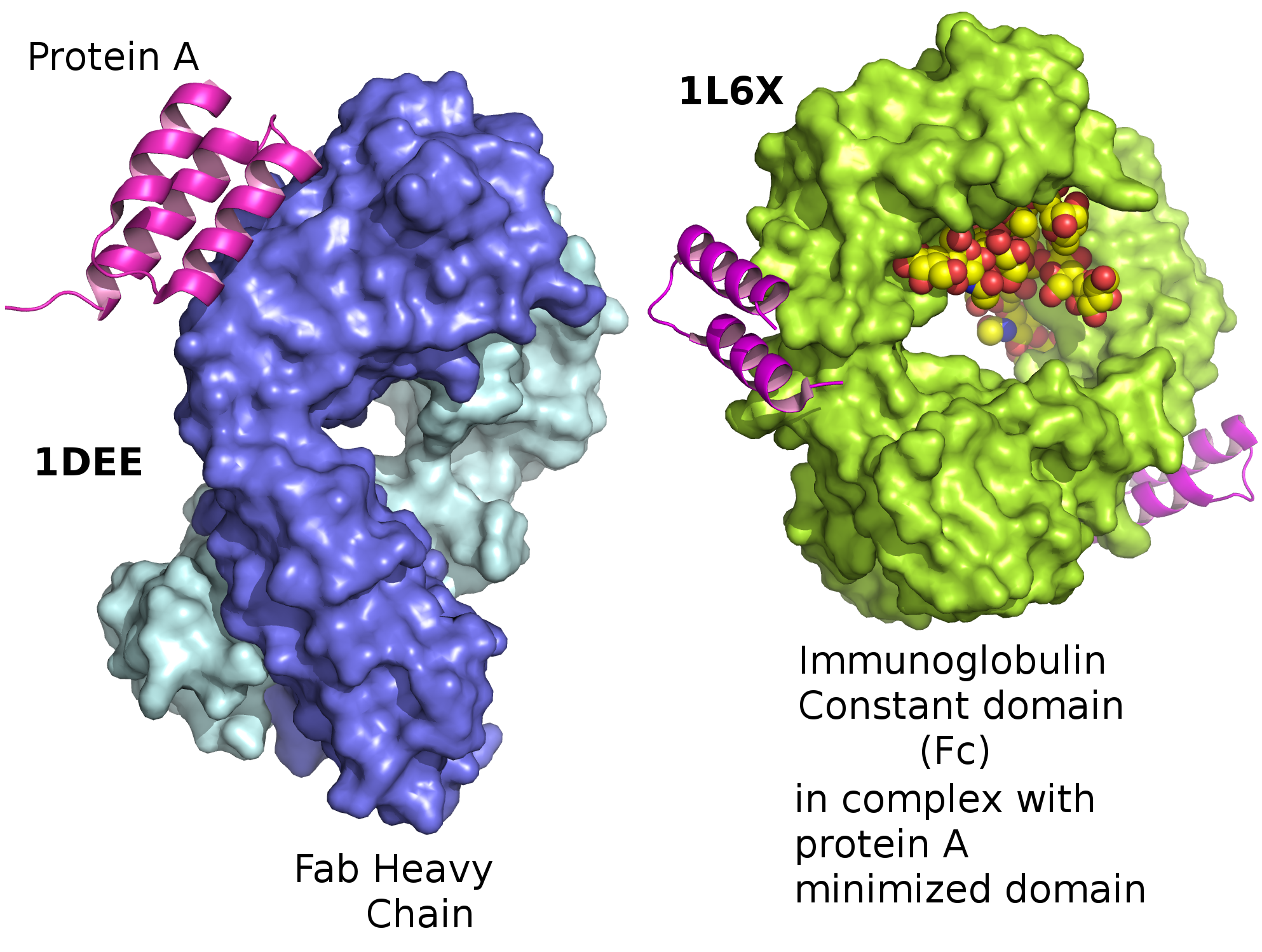
Estructura de un dominio de la proteína A como un haz de tres hélices que se une a la cadena variable pesada de un VH3 humano Fab a la izquierda. Proteína A minimizada unida a un fragmento Fc de Rituxima a la derecha,

La proteína A es una proteína de superficie de 42 kDa que se encontró originalmente en la pared celular de Staphylococcus aureus y que es capaz de reconocer moléculas de la matriz extracelular. Está codificada por el gen spa y su regulación está controlada por la topología del ADN, la osmolaridad celular y un sistema de dos componentes llamado ArlS-ArlR. Está compuesta por cinco dominios homólogos de unión a Ig que se pliegan en un paquete de tres hélices. Es ampliamente usada en bioquímica por su capacidad de reconocimiento de anticuerpos, especialmente IgG. Interactúa con la cadena pesada y se une a la región Fc. Su función biológica sería, en el suero sanguíneo, unir los anticuerpos en el sentido opuesto al esperado, lo cual dificultaría la opsonización y la fagocitosis.
Como subproducto de su trabajo sobre los antígenos de estafilococos de tipo específico, Verwey informó en 1940 que una fracción de proteína preparada a partir de extractos de estas bacterias no precipitadas específicamente de antisueros de conejo se elevó contra diferentes tipos de estafilococos.En 1958, Jensen confirmó el hallazgo de Verwey y demostró que los sueros de preinmunización de conejo, así como los sueros humanos normales unidos al componente activo del extracto de estafilococos, designó a este componente como Antígeno A (porque se encontró en la fracción A del extracto) pero pensó que era un polisacárido. La clasificación errónea de la proteína fue el resultado de pruebas defectuosas [5] pero no fue mucho después (1962) que Löfkvist y Sjöquist corrigieron el error y confirmaron que el Antígeno A era de hecho una proteína de superficie en la pared bacteriana de ciertas cepas de S. aureus. El grupo Bergen de Noruega nombró a la proteína "Proteína A" en honor a la fracción de antígeno aislada por Jensen.